# Bamun-Schrift

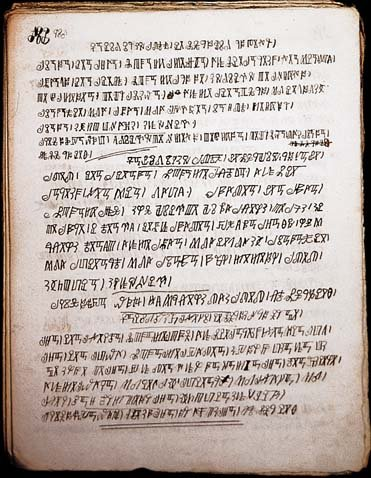
Schriftbeispiel von A Ka U Ku (1910)

Die Bamun-Schrift (auch: Bamum, Schümom oder Schumom) ist eine regionale afrikanische Schrift für die Bamum-Sprache. Sie wurde 1896/97 von dem jungen König Njoya Ibrahima in mehreren Schritten entwickelt, eine Entwicklung, die bis ins Jahr 1918 andauerte und sieben Schriftsysteme hervorbrachte.

## Von der Sprache zur Schrift
Das Wort „Schümom“ oder „Schumom“ ist abgeleitet aus „Schüpamom“, welches eine der Eigenbezeichnung für die Bamun ist, bezieht sich aber nicht genau auf den Namen für die Schrift, sondern auf eine Kunstsprache, die derselbe König zuvor erfunden hatte und diese dann zu verschriftlichen suchte. Daher verwendet man sowohl den Ausdruck „Schümom-Schrift“ als auch „Bamun-Schrift“, obwohl letztere Bezeichnung korrekter ist.

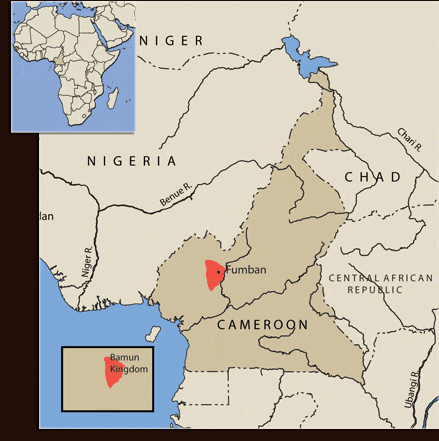
Ausdehnung des Königreichs von Njoya Ibrahima in der heutigen Republik Kamerun

Bamun (oder Bamum, Bamun) ist ein Zweig der Semibantu-Sprachen und wird von einer kleineren Sprachgemeinschaft in Kamerun gesprochen.

### Der Traum des Königs
Einer Legende zufolge wurde König Njoya Ibrahima durch einen Traum inspiriert und bat sein Volk verschiedene Gegenstände zu zeichnen und zu benennen. Hieraus entwickelte er eine Piktografie-Schrift, indem er für jedes Wort ein Piktogramm benutzte. Im Laufe seines Lebens entwickelte der König aus dieser ersten, ideographischen Konfiguration weitere Schriftsysteme bis sich das System in ein phonetisches verwandelte. Njoya verwendete quasi die Hieroglyphen-Methode, Typ Rebus, die darin besteht das Bild, das für ein bestimmtes Wort steht, für ein anderes gleich klingendes Wort ebenfalls zu verwenden. Dies führte letztendlich zum Gebrauch von Symbolen, die Laute repräsentieren und gleichzeitig die Bedeutung des Bildes.
Njoya kannte die arabische Schrift und war einigermaßen vertraut mit der lateinischen Schrift, arbeitete jedoch sieben gänzlich andere Schriftsysteme aus, von denen die ersten fünf
Piktografien waren:
1. Lewa (= Buch)
2. Mbima (= gemischt)
3. Nyi Nyi Nfa' (Namen der ersten drei Zeichen)
4. Rii Nyi Nsha Mfw' (Namen der ersten vier Zeichen)
5. Rii Nyi Mfw' Men
6. A Ka U Ku (die ersten vier Laute des Alphabets)
7. Mfemfe (= neu)

Inspiriert durch diese Schrift, entwickelten einige Nachbarvölker, die Mengaka sprachen, Anfang des 20. Jh.s die Bagam-Schrift, von welcher jedoch heute kein einziges Zeugnis mehr vorhanden ist mit Ausnahme eines Textes in Cambridge.

## Die Bamun-Schriftsysteme im Einzelnen

### Das SystemLewa(=Buch)
Entwickelt 1896–97. Bestand aus 465 Piktogrammen bzw. laut anderen Quellen aus 511 Piktogrammen und 10 Schriftzeichen für Zahlen. Die Schreibrichtung war entweder von oben nach unten oder von links nach rechts oder von unten nach oben, Nur die Schreibrichtung von rechts nach links wurde vermieden, weil die benachbarten Haussa so schrieben und man auf jeden Fall den Eindruck vermeiden wollte, man habe das Schriftsystem von ihnen kopiert.

### Das SystemMbima(=gemischt)
Entwickelt bis 1899–1900. Es besaß 427 Zeichen und 10 Zahlzeichen. Es war eine Vereinfachung des ersten Systems. Njoya ließ 72 Zeichen weg, fügte jedoch 45 neue hinzu. Auch dieses System war sehr piktographisch.

### Das SystemNyi Nyi Nfa
Entwickelt bis 1902. Dieses System ist eine Vereinfachung des vorherigen. Njoya ließ 56 Zeichen weg, so dass 371 sowie 10 Zahlzeichen übrig blieben. Mit diesem System schrieb er seine Geschichte des Bamun-Volkes und verwendete sie im Schriftwechsel mit seiner Mutter.

### Das SystemRii Nyi Nfa Mfw
Entwickelt um 1907–8. Es hat 285 Schriftzeichen und 10 Zahlzeichen, wiederum eine Vereinfachung des vorherigen Systems.

### Das SystemRii Nyi Mfw' Men
Auch entwickelt um 1907–8; es hat 195 Zeichen und 10 Zahlzeichen. In diesem System wurde eine Bibel-Übersetzung verfasst.
Diese fünf Schriftsysteme sind eng miteinander verknüpft: bei allen handelt es sich um Piktogramme bzw. fortschreitende Vereinfachungen derselben.

### Das SystemA Ka U Ku

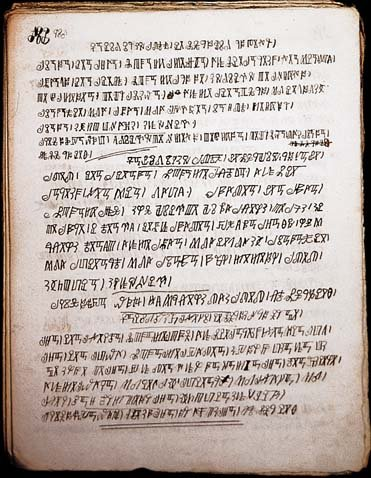
Text in A Ka U Ku, 6. Schümom-System, 1910

Entwickelt 1910. Mit diesem System erfolgte der Schritt hin zur Laut-Schrift: es ist eine Mischung aus phonetischem Silbenalphabet (einsilbig) und Alphabet mit 82 Silbenzeichen und 10 Zahlzeichen und damit gelang es Njoya 160 Phoneme auszudrücken. Mit dieser Schrift wurden der Ehe-Codex, die Geburt- und Sterberegister geschrieben sowie Eheschließungen und Gerichtsverhandlungen/Gerichtsurteile.

### Das SystemMfemfe
1918 entwickelte er das siebte und letzte System Mfemfe (=neu) oder A Ka U Ku Mfemfe (Neu- oder Klein-A Ka U Ku). Es besitzt nur noch 72 „Buchstaben/Silben“ und die 10 Zahlzeichen.

## Aufgabe des Schümom/Bamun-Schriftsystems
Bis 1913 hatte Njoya den Bau einer Druckerei für sein Schriftsystem vollendet, welchen er um 1906 eingeleitet hatte, aber die französische Verwaltung zerstörte die Druckerei vollständig. Ungeachtet dessen gab es 1916 bereits mehr als zwanzig Schulen, die sein Schriftsystem unterrichteten, verteilt über das gesamte Bamum-Territorium, mit insgesamt mehr als 600 Schülern. Njoya sah sich 1931 gezwungen nach Yaoundé ins Exil zu gehen, wo er 1933 mit 66 Jahren starb. Nach Njoyas Tod im Jahr 1933 hörte der Gebrauch der Bamun-Schrift langsam auf.

### Sicherung der schriftlichen Zeugnisse
Derzeit (2011) gibt es verschiedene Initiativen, um den bibliographischen Nachlass von mehr als 7.000 Texten in der Schümom-Schrift zu sichern, z. B. das Bamum Scripts and Archives Preservation Project (B.S.A.P.P.), geleitet von Konrad Tuchscherer.
2006 initiierte das B.S.A.P.P. die Entwicklung von Textverarbeitungsschriftarten für diese Schriftsysteme mit A-Ka-U-Ku als Referenzsystem, da es am meisten verwendet wurde und in ihm die meisten publizierten Texte vorliegen. Zu seiner Ausarbeitung werden insbesondere die Dokumente von König Njoya und seiner Mitarbeiter Nji Mama und Njoya Ibrahimou herangezogen.

## UNICODE

### Unicodeblock Bamum
Unicode kodiert die Bamunschrift (System 6 und 7; A Ka U Ku und (A Ka U Ku) Mfemfe) ab Version 5.2 im Bereich U+A6A0 bis U+A6FF (Unicodeblock Bamum). 88 Schriftzeichen wurden in den Unicode Standard im Oktober 2009 mit Freigabe der Version 5.2 aufgenommen.

### Unicodeblock Bamum, Ergänzung
Mit Unicode 6.0 (Oktober 2010) wurden historischen Stadien der Bamumschrift in den Unicode Standard aufgenommen. Diese sind im Unicodeblock Bamum, Ergänzung von U+16800-U+16A3F kodiert. Die verschiedenen Stadien der Schriftentwicklung werden mit "Phase-A" bis "Phase-E" gekennzeichnet. Die Bezeichnung der Zeichen halten die LETZTE Erscheinungphase fest. Zum Beispiel:
U+168EE BAMUM LETTER PHASE-C PIN ist in Phase C bestätigt, aber nicht in Phase D.

### Bezeichnung der Schriftzeichen in Unicode
Die Rechtschreibung für die Bezeichnung der Schriftzeichen wurde in den Charts an ASCII angenähert:
- ae für /⁠ɛ⁠/ (französisches è),
- ee für /⁠e⁠/ (französisches é),
- ae for /⁠ə⁠/ (französisches e),
- o für /⁠ɔ⁠/,
- eu für /⁠ɯ⁠/ (französisches eu),
- ue für /⁠y⁠/ (französisches u) und
- q für [Stimmloser glottaler Plosiv|Kehlkopfknacklaut] am (Silben)Ende /⁠ʔ⁠/ (französisches ’).

## Das Silbenalphabet (Unicode) des 6. Schriftsystems "A Ka U Ku"

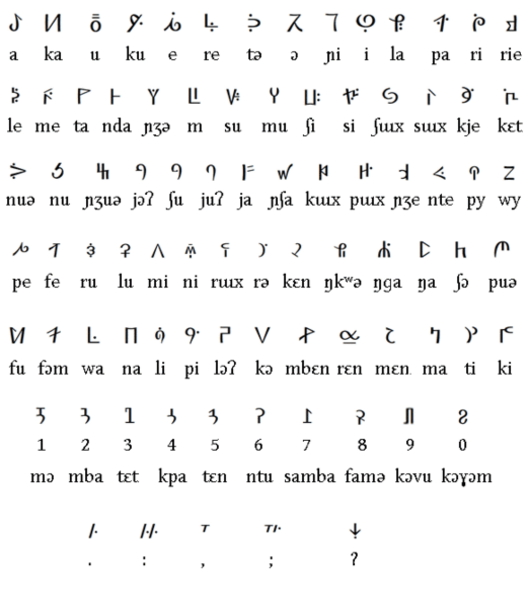
Bamum Silbenalphabet: weniger diakritische Zeichen, mit Digraphen und dem /nʒɛmli/-Zeichen (Großschreibung)

Die 80 Glyphen des modernen Bamum reichen nicht aus für alle C-V-Silben der Sprache. Dieser Mangel wird durch diakritische Zeichen und durch Kombinieren des Glyphen behoben.

### Das Kombinieren von Glyphen
geschieht mittels CV1 und V2-Werte (anstelle von CV2), was die Schrift alphabetisch für Silben macht, die nicht direkt durch das Silbenalphabet abgedeckt sind (Englisch: "The deficiency is made up for with diacritics and by combining glyphs with CV1 and V2 values, for CV2, making the script alphabetic for syllables not directly covered by the syllabary."). Durch Hinzufügen des inhärenten Vokals einer Silbe wird der Konsonant stimmhaft gemacht:
- tu + u = /du/,
- fu + u = /vu/,
- ju + u = /ʒu/,
- ja + a = /ʒa/,
- ʃi + i = /ʒi/,
- puə + u = /bu/.

### Die Verwendung diakritischer Zeichen
Die beiden diakritischen Zeichen sind der Accent circumflex (^) (Bamun: ko'ndon), der jedem der 80 Glyphen hinzugefügt werden kann und das Makron (¯)(Bamun: tukwentis), der bei zirka einem Dutzend der Glyphen Verwendung findet.

#### Der Zirkumflex (^)
Der Zirkumflex fügt der Silbe generell einen Kehlkopfknacklaut an, z. B. wird
kâ wie /kaʔ/ gelesen, obwohl der Vokal gekürzt wird und jeglicher Endkonsonant dabei entfällt, wie beispielsweise in:
pûə /puʔ/ and kɛ̂t /kɛʔ/.
Die Pränasalierung geht ebenfalls verloren:
ɲʃâ /ʃaʔ/,
ntê /teʔ/,
ntûu /tuʔ/.
Manchmal nasaliert jedoch der Zirkumflex:
nî /nɛn/,
pî /pin/,
rê /rɛn/,
jûʔ /jun/,
mɔ̂ /mɔn/,
ɲʒûə /jun/ (Verlust des Nasalkonsonanten (NC) wie beim Kehlkopfknacklaut).
Weitere Idiosynkrasien:
ɲʒə̂m /jəm/ (Verlust des Nasalkonsonanten),
tə̂ /tɔʔ/ (Umlaut),
ɲî /ɲe/,
riê /⁠z⁠/,
m̂ /⁠n⁠/,
ʃɯ̂x /jɯx/,
nûə /ŋuə/,
kɯ̂x /ɣɯ/,
rə̂ /rɔ/,
ŋkwə̂n /ŋuət/,
fɔ̂m /mvɔp/,
mbɛ̂n /pɛn/,
tî /tɯ/,
kpâ /ŋma/,
vŷ /fy/,
ɣɔ̂m /ŋɡɔm/

#### Das Makron ( ¯ )
ist ein 'Killer-Strich/Virama', der den Silbenvokal eliminiert und auf diese Weise Konsonanten- und Nasalkonsonanten-Cluster bildet (z. B. /nd, ŋɡ/), die für Silbenkodas genutzt werden können. Konsonanteisches /⁠n⁠/ wird sowohl als Koda benutzt als auch zur Pränasalierung von Anfangskonsonanten.
Ausnahmen beim Makron sind
ɲʒūə gelesen als /⁠j⁠/, und
ɔ̄ gelesen als /⁠ə⁠/. 
Die Schrift hat eine differenzierte Zeichensetzung einschließlich eines Großschreibungs-Markers (nʒɛmli), das einem umgekehrten Fragezeichen ähnelt, für Eigennamen, und ein Dezimalsystem mit zehn Ziffern, wobei der frühere Glyph für „10“ jetzt „0“ bedeutet.

## Fonts
Es gibt Fonts von verschiedener Seite, u. a. von Jason Glavy (JG Bamum Arial, JG Bamum Calligraphic, and JG Bamum Courier), dessen Fonts jedoch seit Februar 2011 nicht mehr im Internet abrufbar sind. Diese Fonts entsprechen wohl (noch) nicht dem Unicode Standard, da sie entwickelt wurden, bevor die Bamoum-Schrift in Unicode aufgenommen wurde.
- fonts4free.net: "bamum symbols 1"